# ベーアの法則 (地理学)
地理学において、ベーア=バビネの法則（英語: Baer-Babinet law）、ベーアの法則（英: Baer's law）は、地球の自転が河川の形成に影響を与えるという仮説であり、北半球では右岸の、南半球では左岸の侵食がより強いとするものである。1859年にフランスの物理学者であるジャック・バビネがコリオリの力を用いた理論を提示し、1860年にエストニアのカール・エルンスト・フォン・ベーアが理論を深めた。
Martínez-Frías, Hochberg & Rull (2006)は、多数の河川を調査して傾向を得ることが出来ればこの法則は成り立つ可能性はあるものの、コリオリの力は河道にかかる力と比較して著しく小さいため、特定の河川において有用であるとは考えにくいとした。また1926年にアルベルト・アインシュタインはこの法則を否定する論文を執筆している。